# 구레정
구레정(일본어: 久礼町)은 일본 고치현 다카오카군에 설치되었던 정이다. 현재의 나카토사정에 해당한다.

## 참고 문헌
- 角川日本地名大辞典編纂委員会,『角川日本地名大辞典 39 高知県』1983, 角川書店